# Anders Banke
Anders David Banke, född 2 augusti 1969 i Ystad, är en svensk filmregissör och manusförfattare.  
Banke är uppvuxen i Ystad. I sin ungdom studerade han ryska och reste några veckor till Ryssland som en del av kursen. Där gjorde han ett besök på Allryska statliga kinematografiska institutet (VGIK) i Moskva, vilket ledde till en drygt fyraårig regiutbildning där. Han arbetar främst med actionfilm och historier med övernaturliga drag och hans debutlångfilm blev – efter ett långvarigt och komplicerat finansieringsarbete – Sveriges första riktiga vampyrfilm, Frostbiten (2006). Filmen blev en bred internationell framgång och årets mest sedda film i Ryssland. Förutom långfilm har han gjort produktioner för tv, reklamfilm och musikvideor med bland annat Weeping Willows.
Han är en av ytterst få västerländska regissörer som gör film i Ryssland. 2009 regisserade han den rysk-svenska actionfilmen Polisstyrka X7, en nyinspelning av Johnnie Tos Hong-Kong-film Breaking News (2004), och sedan 2013 står han bakom den i Ryssland oerhört populära, mystifierande ryska tv-serien "Tjernobyl – Undantagszonen" på Gazprom-Medias kanal TNT.  Under inspelningsperioden drabbades produktionen av de nya stränga ryska censurreglerna med påtvingade justeringar och dubbningar som följd. Serien blev också förbjuden att visas för barn under 16 år, då en av rollfigurerna framställs som homosexuell.
Han är gift med filmproducenten Natasha Banke.

## Filmografi
- 1993 - Nattskifte (kortfilm)
- 1997 - Förberedelser (kortfilm)
- 1997 - Helgonet (som regiass)
- 1997 - En älskvärd värld (kortfilm)
- 1997 - Eternal Flames (musikvideo)
- 1998 - The Burglar (kortfilm)
- 1998 - Trash Can Man (musikvideo)
- 2000 - Give A Little (musikvideo)
- 2004 - John Howe: There and Back Again
- 2006 - Frostbiten
- 2009 - Polisstyrka X7
- 2010 - Sound of Noise (som regiass)
- 2013 - Tjernobyl – Undantagszonen (tv-serie)
- 2015 - Warg